# Alligators
Alligators (Alligatorinae) zijn een onderfamilie van krokodilachtigen die behoren tot de familie alligators en kaaimannen (Alligatoridae).

## Naam en indeling
De wetenschappelijke naam van de groep werd voor het eerst voorgesteld door Georges Cuvier in 1807.
Er zijn acht moderne soorten krokodilachtigen die tot de familie der alligators en kaaimannen (Alligatoridae) behoren, maar slechts twee soorten zijn 'echte alligators' en behoren tot de onderfamilie Alligatorinae en het geslacht Alligator. De overige zes soorten behoren tot de onderfamilie kaaimannen (Caimaninae).

## Uiterlijke kenmerken
Alligators onderscheiden zich van andere krokodilachtigen door de aanpassingen voor het zwemmen en drijven in water. De ogen en neus steken boven het water uit, terwijl de kop toch onder water kan blijven dankzij een klep in de keel. Anders dan bij de krokodillen, waarvan de tanden van de boven- en onderkaak in elkaar passen, vallen de tanden van de bovenkaak van alligators over die van de onderkaak.

## Levenswijze
Alligators kunnen grote prooien doden door deze onder water te trekken en te verdrinken. De twee moderne soorten worden behoorlijk groot en kunnen grotere prooien aan zoals herten.
Tot de alligators behoren veel uitgestorven soorten als de monsterlijke Allognathosuchus, die eruitzag als een krokodil met een hagedis-achtige kop. De enige twee niet-uitgestorven soorten zijn de Chinese alligator (A. sinensis) en de mississippialligator (A. mississippiensis).

## Bedreigingen
Met de Chinese alligator gaat het in het wild bijzonder slecht, hoewel in dierentuinen nog vele populaties in gevangenschap worden gehouden. De mississippialligator is gewild om zijn huid, waarvan krokodillenleer wordt gemaakt, maar ook het vlees is erg veel geld waard wat de soort geen goed doet. Zowel de huid als het vlees worden voornamelijk verkregen door gefokte exemplaren uit krokodillenfarms, en niet meer door massaal de wilde populaties uit te dunnen. Stroperij en habitatvernietiging vormen echter permanente bedreigingen.

## Geslachten en soorten
Onderfamilie Alligatorinae
- Geslacht Akantosuchus  †
- Geslacht Albertochampsa  †
- Geslacht Chrysochampsa  †
- Geslacht Hassiacosuchus  †
- Geslacht Navahosuchus  †
- Geslacht Ceratosuchus  †
- Geslacht Allognathosuchus  †
- Geslacht Hispanochampsa  †
- Geslacht Arambourgia  †
- Geslacht Procaimanoidea  †
- Geslacht Wannaganosuchus  †
- Geslacht Alligator
  - Soort Alligator mcgrewi  †
  - Soort Alligator mefferdi  †
  - Soort Mississippialligator (Alligator mississippiensis)
  - Soort Alligator olseni  †
  - Soort Alligator prenasalis  †
  - Soort Chinese alligator (Alligator sinensis)
  - Soort Alligator thomsoni  †